# Metopius hilaris
Metopius hilaris là một loài tò vò trong họ Ichneumonidae.